# カンムリヒバリ

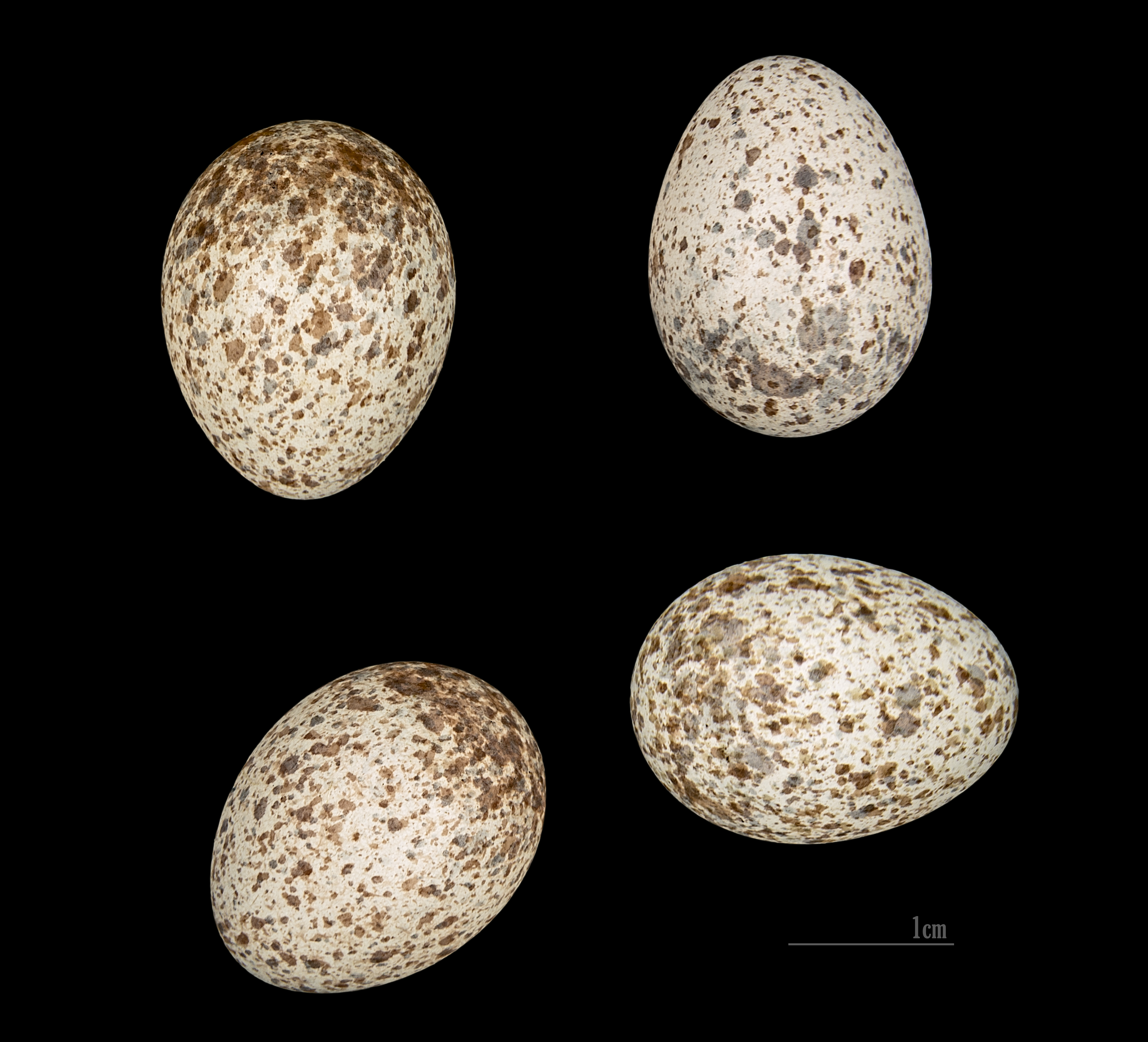
Galerida cristata

カンムリヒバリ（冠雲雀、学名：Galerida cristata）は、スズメ目ヒバリ科に分類される鳥類の一種である。

## 分布
ポルトガルから中国北東部にかけてのユーラシア大陸温帯やアフリカで繁殖する。

## 生態
主に植物の種子や昆虫を食べる。
乾いた地面の窪みに植物な葉や茎、根で椀状の巣を作り、内部には細かい草を敷いている。1腹3-6個の卵を産み、抱卵期間は12-13日である。抱卵は雌のみが行う。